# Igor Ansoff
Igor Ansoff (Vladivostok, 12 de diciembre de 1918 - San Diego, California, 14 de julio de 2002) matemático y economista, conocido como el padre de la Gestión estratégica. Enseñó en varias universidades de los Estados Unidos y Europa (Bélgica y Suecia), y fue asesor de las empresas Philips, General Electric, Westinghouse, IBM, Gulf Oil y Sterling.

## Orígenes y formación
Su nombre en idioma ruso es Ígor Ansov (Игорь Ансов).
Sus padres emigraron de Rusia a Nueva York tras la guerra civil que sucedió a la Revolución rusa. En la Universidad de Brown, estudió ingeniería y se doctoró en matemáticas y se especializó en planificación en la Lockeed Aircraft Corporation donde obtuvo experiencia analizando las complejidades de un ambiente de negocios. 
Durante la Segunda Guerra Mundial, fue miembro de la Reserva Naval de EE. UU. y se desempeñó como enlace con la Armada rusa y como instructor de física en la Academia Naval de EE. UU. 

## Trayectoria
Después de la Guerra se trasladó a California donde trabajó en el Departamento de Matemáticas de la Corporación Rand, donde le llevó unos cuatro años llegar a la conclusión de que, si bien podía seguir siendo un matemático competente, nunca podría convertirse en uno sobresaliente. Y, dado su impulso por sobresalir, cambió su orientación profesional.
Moviéndose lateralmente dentro de Rand, Igor se convirtió en gerente de proyectos en la actividad de proyectos a gran escala centrada en hacer recomendaciones a la Fuerza Aérea de los EE. UU. sobre tecnología y adquisición de sistemas de armamento. Su segundo gran estudio en Rand abordó la vulnerabilidad de las Fuerzas Aéreas de la OTAN. La inclusión de "medidas suaves" fue tratada con desdén por Rand y la fuerza aérea, e Igor aprendió su primera lección sobre la miopía organizacional, que se convertiría en una de sus principales preocupaciones unos 20 años después.
En 1957, Igor abandonó Rand para unirse al departamento de planificación corporativa de Lockheed Aircraft Corporation. Su experiencia en Lockheed centró su atención y lo entrenó para lidiar con el problema de la gestión de las organizaciones frente a las discontinuidades ambientales que se convirtieron en el foco central de su atención durante los siguientes 30 años.
Una mañana, mientras se afeitaba, Igor se dio cuenta de que no tenía idea de lo que quería hacer el resto de su vida. Mientras estaba de vacaciones en Cape Cod, desarrolló un plan a largo plazo para jubilarse anticipadamente de Lockheed y encontrar un trabajo en una escuela de administración. En un año, la Escuela de Graduados en Administración Industrial de la Universidad Carnegie-Mellon se acercó a él para proponerle unirse a la facultad de GSIA. Cuando ingresó a GSIA se le permitió un año libre de enseñanza para poder terminar su libro Corporate Strategy, que apareció en 1965 y fue un éxito inmediato.
En 1969 aceptó un puesto como Decano Fundador de la nueva Owen Graduate School of Management en la Vanderbilt University en Nashville, Tennessee. Aceptó el puesto con la condición de que la escuela se especializara en educar a los agentes de cambio, un tipo de gerente que, en la industria, era muy necesario y que no era producido por ninguna escuela de negocios de Estados Unidos en ese momento.
Después de volver a California se unió a la UCLA en el Programa Ejecutivo Senior. Fue un distinguido profesor en la Universidad Internacional de los Estados Unidos (ahora Alliant International University) durante 17 años, donde varios institutos continúan su trabajo en la investigación de gestión estratégica.
Para honrar a su trabajo, el prestigioso Premio Igor Ansoff se estableció en 1981 en los Países Bajos. El premio se otorga para investigación y gestión en el estudio de Planificación y Gestión Estratégica. La Sociedad de Gestión Estratégica de Japón también ha establecido un premio anual en su nombre y la Universidad de Vanderbilt ha establecido una beca Ansoff MBA.
Se desempeñó como Profesor de Administración Industrial en la Escuela de Graduados de la Universidad Carnegie Mellon (1963-1968); Decano fundador y profesor de gestión en la Universidad de Vanderbilt, Nashville, Tennessee (1968-1973); profesor en el Instituto Europeo de Estudios Avanzados en Gestión, Bruselas, Bélgica (1973-1975); Distinguido profesor Justin Potter de Free American Enterprise, Graduate School of Management, Universidad de Vanderbilt (1973-1976); Profesor de la Escuela de Economía de Estocolmo, Estocolmo, Suecia (1976-1983), y profesor de la Universidad Internacional de los Estados Unidos, San Diego, California (1984-2001).

## Gestión estratégica
Profesionalmente, es conocido en todo el mundo por su investigación en tres áreas específicas:
- El concepto de turbulencia ambiental;
- El paradigma de éxito estratégico contingente, un concepto que ha sido validado por numerosas disertaciones doctorales;
- Gestión estratégica en tiempo real.

Los estudiantes de Marketing y MBA generalmente están familiarizados con su Product-Market Growth Matrix, una herramienta que él creó para trazar estrategias genéricas para hacer crecer un negocio a través de productos existentes o nuevos, en mercados existentes o nuevos.

## Estrategia de Ansoff
Ansoff afirmó, a diferencia de Richard Cyert y James G. March, que la clave de la estrategia es reconocer que si una compañía está funcionando, entonces es parte del ambiente, y que cuando un administrador entiende el ambiente y reconoce que el ambiente está en constante cambio, entonces puede tomar las decisiones correctas liderando las organizaciones futuras. Proponía varias categorías de estrategia, en cualquiera encajaba cada empresa o puede hacer combinaciones cuando busque objetivos a largo plazo: 
- Máximo rendimiento actual: la finalidad de la empresa es generar ganancias.
- Utilidades de capital: obtener ganancias a corto plazo.
- Liquidez de patrimonio: busca atraer compradores procurando demostrar una elevada flexibilidad patrimonial.
- Responsabilidad social: estrategia para demostrar interés en cuestiones cívicas.
- Filantropía: la empresa desvía recursos a objetivos no económicos o a instituciones sin finalidad lucrativa.
- Actitud ante los riesgos: reducir riesgos aunque se reduzcan utilidades.

## Obra
- 1965, Corporate Strategy
- 1969, Business Strategy
- 1984, Strategic Management
- 1986, The Firm: Meeting The Legacy Challenge
- 1989, The New Corporate Strategy